# Pont au Double
Pont au Double (Cây cầu kép) là một chiếc cầu bắc qua sông Seine ở trung tâm thủ đô Paris của Pháp. Cây cầu này nối Île de la Cité (thuộc quận 4) với kè Montebello (thuộc quận 5).
| Métro Paris | Bến tàu điện ngầm: Cité, Maubert - Mutualité hoặc Cluny - La Sorbonne |

## Lịch sử
Năm 1515, theo lệnh của vua François I, người ta lập kế hoạch xây dựng một cây cầu để di chuyển người bệnh tới Hôtel-Dieu. Công trình này bắt đầu năm 1626 tại vị trí của Pont au Double, nó được hoàn thành năm 1634. Sở dĩ cầu có tên là Pont au Double (Cầu kép) là vì số tiền thuế phải trả cho mỗi lần qua cầu là một denier (một quan) kép. Cây cầu này sụp đổ năm 1709 và được xây dựng lại năm 1847. Từ năm 1881 đến 1883 người ta thay thế cây cầu cũ bằng một cây cầu vòm sắt để đảm bảo cho việc lưu thông đường sông phía dưới cầu.